# Mansfelder Kupfer und Messing
Die Mansfelder Kupfer und Messing GmbH (auch MKM Kupfer und Messing) war ein deutsches Unternehmen für Vorprodukte und Halbzeuge aus Kupfer und Kupferlegierungen. In einem Walzwerk südwestlich von Hettstedt fertigte es aus Kupfer und Legierungen wie Messing verschiedene Produkte wie Bänder, Platten, Bleche, Draht, Rohre, Stangen und Profile sowie Speziallösungen.

## Geschichte

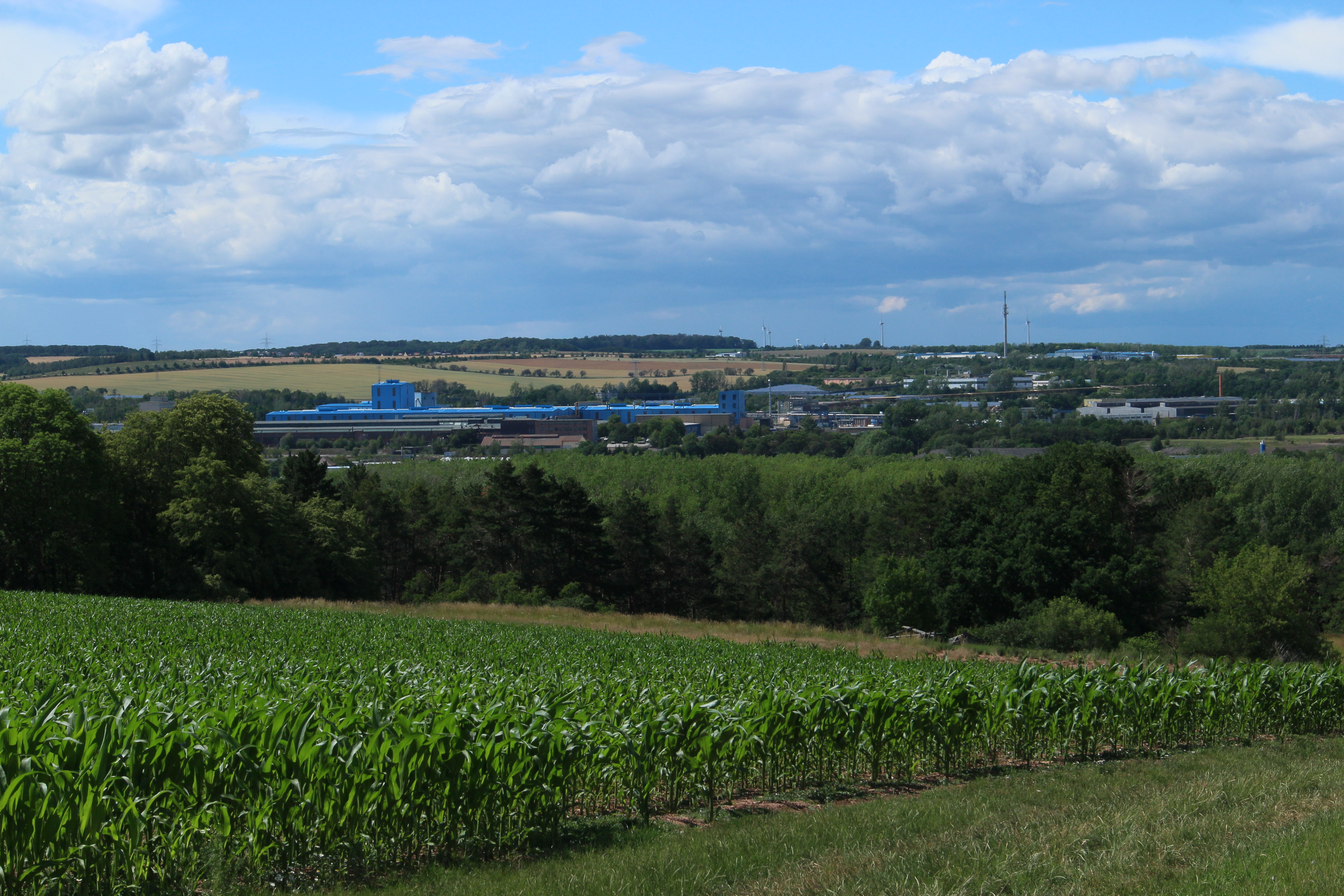
Das Werk bei Hettstedt

- 1909 nahm das Drahtwalzwerk in Hettstedt seinen Betrieb auf und 1910 ein neues Umkehrwalzwerk.
- 1912 wurden ein Kupferblechwalzwerk, eine Drahtzieherei und ein Stangenzug in Betrieb genommen.
- 1946 wurde MKM eine Sowjetische Aktiengesellschaft.
- 1970 wurde MKM in das VEB Mansfeld Kombinat „Wilhelm Pieck“ eingegliedert.
- 1990, nach der Wiedervereinigung, wurde die Walzwerk Hettstedt AG gegründet.[2]
- 1993 entstand die Mansfelder Kupfer und Messing GmbH Hettstedt (MKM) aus einer Fusion der Mansfeld AG mit der Walzwerk Hettstedt AG (Tochtergesellschaft der Mansfeld AG). Im Jahr 1995 übernahm die belgische Lamitref-Gruppe die inzwischen privatisierte MKM.
- 2004 wurde die MKM durch die Kazakhmys Plc. übernommen und 2013 durch die Copper Bidco GmbH. Anschließend übernahm die Investorengruppe Hannam & Partners (London) MKM.
- 2019 wurde MKM von der KME übernommen. Sowohl der Bestand der Mansfeld AG, Kupfer und Messingwerk Hettstedt[3] als auch der Bestand des VEB Walzwerk Hettstedt[4] werden im Landesarchiv Sachsen-Anhalt aufbewahrt.